# 圣马林蜂鸟
，是雨燕目蜂鸟科的一种鸟类。
圣马林蜂鸟体重约2克，翼长约33.7毫米，嘴峰长约15.7毫米，喙宽度约1.2毫米，喙厚度约1.3毫米，跗蹠长约4毫米，尾长约16毫米。圣马林蜂鸟在其分布区内为留鸟，其栖息在半开放的高大树木组成的森林中，食性为草食性，主要食物来源是植物的花蜜。
圣马林蜂鸟是哥伦比亚东北部圣玛塔山的特有物种。该物种是单型物种，没有亚种分化。